# Magnirostris
Magnirostris (il cui nome significa "rettile dal grosso becco") è un genere estinto di dinosauro ceratopso protoceratopside vissuto nel Cretaceo superiore, circa 84-72 milioni di anni fa (Campaniano), tra Mongolia e Cina.
Si distingue dagli altri protoceratopsidi per il suo grande becco (da cui deriva il nome) e per la particolare forma dei nuclei orbitali incipienti nel corno.

## Scoperta e specie
Descritto nel 2003, da You e Dong Zhiming, da un cranio quasi completo raccolto nell'area di Bayan Mandahu nella Mongolia interna, e in Cina, e battezzato dal celebre Peter Dodson, viene considerato uno dei più bizzarri portoceratopsidi che gli scienziati abbiano mai scoperto. Secondo alcuni studi viene considerato solo come un sinonimo di Bagaceratops per alcune conformazioni delle ossa del becco.

## Paleoecologia
L'habitat del Magnirostris era molto diverso rispetto ad oggi. A quei tempi la Mongolia era una vasta area di dune desertiche con qualche oasi di verde che condivideva con altri dinosauri quali, il famoso Protoceratops, suo lontano cugino, ed il temibile Velociraptor.